# 芒努斯·克罗格
芒努斯·克罗格（挪威語：Magnus Krog，1987年3月19日—），挪威男子北欧两项运动员。他曾代表挪威参加2014年冬季奥林匹克运动会北欧两项比赛，获得一枚金牌和一枚铜牌。